# Theodore Judah School
La Theodore Judah School est une école américaine à Sacramento, en Californie. Construit en 1937, le bâtiment qui l'accueille est inscrit au Registre national des lieux historiques depuis le 25 juillet 1997.